# محاصره اورشلیم (۶۱۴)
محاصرهٔ اورشلیم بخشی از جنگ‌های ایران و روم بود که در زمان ساسانیان در ۶۱۴ میلادی روی داد. شاهنشاه ساسانی خسرو دوم فرمانده سپاه خود شهربراز را برای حمله به خاور نزدیک فرستاد و اسقف زکریا رهبری مبارزان بیزانسی را بعهده داشت. در این جنگ ساسانیان به کمک حدود بیست و شش هزار تن از هم پیمانان یهودی خود به پیروزی دست یافتند. بدنبال فتح اورشلیم صلیب راستین که به صلیب اصلی عیسی مسیح منسوب است جابجا شده و توسط ایرانیان به تیسفون منتقل شد. اهمیت این پیروزی برای ساسانیان بیشتر ازین خاطر بود که آن‌ها به آب‌های مدیترانه دست یافتند. سپاه ساسانی به نهمیا بن هوشیل و بنیامین تیبریا (که بسیار ثروتمند بود) ملحق شد و این دو موفق شدند یهودیان زیادی را برای جنگ به ارتش ساسانی ملحق کنند. این جنگ برای ایران  دارای اهمیت استراتژیک و برای یهودیان دارای اهمیت مذهبی بود.

## پیشینه
یهودیان و مسیحیان بیزانس با یکدیگر اختلاف شدیدی داشتند. دین مسیحیان بیزانس به شدت با یهودیان مخالف بود و یهودیان معمولاً تحت فشار قرار می‌گرفتند. در چندین مرحله یهودیان سعی کردند که به ساسانیان کمک کنند که به زمینهای بیزانس پیشروی کنند. یهودستیزی در ۶۰۸ میلادی باعث شورش یهودیان در سال ۶۱۰ شد که توسط فرماندهان بیزانس خنثی شد. یهودیانی که شورش کرده بودند برای مجازات کشته شدند. با اینکه در گذشته یهودیان معمولاً از بیزانس در برابر شاپور اول حمایت می‌کردند اینبار بیزانسها تبدیل به آزاردهندگان یهودیان شدند.
بعد از شورش بارکوخبا در سال ۱۳۵ میلادی یهودیان از وارد شدن به اورشلیم منع شده بودند. کنستانتین تنها به یهودیان اجازه داده بود که یک روز در سال در روز تیشا باو (نهم آو) که تاریخ نابود شدن معبد بود به شهر وارد شوند. در سال ۴۳۸ ملکه بیزانس اودوسیا این ممنوعیت را لغو کرد؛ ولیکن به دلیل مخالفت شدید مسیحیان این ممنوعیت دوباره بازگشت. به همین دلیل در سال ۶۱۴ اورشلیم جمعیت یهودی بسیار کمی داشت.

### وضعیت پس از محاصره
بعد از اینکه اورشلیم توسط یهودیان به راحتی تصرف شد کنترل شهر به نهمیا بن هوشیل و بنیامین تیبریایی داده شد. نهمیا سپس فرماندار اورشلیم شد. او به سرعت تدابیری برای ساخت معبد سوم یهودیان دید و به دنبال نسل کاهنان معبد گشت. بعد از چندین ماه مسیحیان شورش کردند. نهمیا و همکاران او کشته شدند. یهودیان بازمانده به سمت ارتش تحت فرماندهی شهربراز فرار کردند. بعد از این اتفاق مسیحیان موفق شدند به مدت کوتاهی کنترل اورشلیم را در دست گیرند؛ ولیکن شهربراز به سرعت به شهر حمله کرد و نیروهای او از دیوارهای شهر بالا رفتند.

## محاصره
سرداران ایرانی توانسته بودند شهرهای مهم بسیاری مانند دارا، آمد، ادسا، هیراپولیس، حران، حلب، آپامیا، انطاکیه، قیصریه و دمشق را تصرف کنند (۶۱۳–۶۰۵ م). شهربراز تا نزدیکی بیروت امروزی پیش رفت. او سپس با شور و هیجانی که به گفتهٔ زرین‌کوب، گویا از نوعی تفکر جهادی الهام می‌گرفت، قصد اورشلیم را کرد و وارد جلیل شد و به این ترتیب خسرو به‌طور رسمی به جهان مسیحیت اعلان جنگ کرد. به روایتی بیست هزار و بنا به روایت دیگر نزدیک بیست و شش هزار یهودی به سپاه او پیوستند، و ایرانیان با کمک این عده و یهودیان طبریه و ناصره و شهرهای کوهستانی جلیل و مناطق جنوبی، و همچنین گروهی از اعراب، اورشلیم را بدون اینکه با مقاومتی روبه‌رو شوند، در ژوئن ۶۱۴ م. تسخیر کردند. شهربراز کنترل شهر را به دو یهودی به نام‌های نِحِمیا بن هوُشیِل و بنیامین طبریه‌ای واگذار کرد. سپس نحمیا را به عنوان فرماندار و حاکم اورشلیم تعیین نمود. نحمیا شروع به فراهم آوردن تمهیدات لازم برای ساخت سومین معبد یهودیان کرد و در پی ایجاد تبارنامهٔ جدیدی برای کهانت اعظم معبد برآمد. یهودیان امیدوار بودند که خسرو به پاس مساعدتی که آنان در تصرف شهر به نیروهای ایرانی کرده بودند، تمام سرزمین مقدس را به آنان واگذار خواهد کرد، اما اوضاع چندان موافق میل و خواسته‌شان پیش نرفت و تنها چند ماه بعد، مسیحیان شهر شورش کردند. نحمیا و شانزده تن از همکارانش، به همراه عدهٔ بسیار دیگری از یهودیان در جریان این شورش کشته شدند و بسیاری دیگر برای نجات جانشان خود را از دیوارها پایین انداختند. به این ترتیب کنترل شهر برای مدت کوتاهی به دست مسیحیان افتاد.
یهودیان بازمانده از کشتار، به اردوی فرمانده ساسانی در قیصریه پناه بردند. شهربراز به سرعت به سوی اورشلیم رفت و آن را محاصره کرد. نیروهای او از دیوارها بالا رفتند و با بهره‌گیری از منجنیق‌ها و به وسیلهٔ نقب زدن زیر حصار دفاعی به داخل شهر رخنه کردند. وقتی مدافعین شهر تعداد فراوان قشون مهاجم را دیدند، از ترس اینکه مورد قتل‌عام واقع شوند، فرار کردند. به این ترتیب مقاومت زیادی صورت نگرفت و شهر بار دیگر به دست شهربراز افتاد. بر اساس نوشته‌های مختلف، محاصرهٔ شهر بین ۱۹ تا ۲۱ روز طول کشیده‌است. به گفتهٔ سبئوس، ۱۷۰۰۰ مسیحی در سرکوب این شورش کشته شدند؛ یهودیان به مسیحیانی که در حوالی برکهٔ مأمن الله گرفتار شده بودند، پیشنهاد دادند که به آنها در فرار و رهاندن جان خود از مرگ کمک کنند؛ به این شرط که آنها یهودی شوند و مسیح را انکار کنند. اسیران مسیحی از پذیرش چنین پیشنهادی امتناع کردند. یهودیان که خشمگین شده بودند، مسیحیان را با پرداختن نقره از ایرانیان خریدند و آنان را در همان نقطه قتل‌عام کردند. به روایتی ۴۵۱۸، به روایت دیگر ۴۶۱۸ و بنا به روایتی دیگر ۲۴۵۱۸ مسیحی در این واقعه مانند گوسفند سر بریده شدند. با این حال نویسندگان مسیحی دوره‌های بعد در این عدد مبالغه کردند و آن را تا ۹۰۰۰۰ نفر هم رساندند. علاوه بر این ۳۵۰۰۰ یا ۳۷۰۰۰ نفر از مسیحیان نیز به همراه زکریاس، اسقف اعظم به بین‌النهرین تبعید شدند.
جستجو برای یافتن صلیب راستین (صلیب مقدس عیسی مسیح) به شکنجه شدن بسیاری از روحانیون مسیحی منجر شد. طبری نیز در تاریخ الرسل و الملوک به این موضوع اشاره کرده‌است. سرانجام قطعه‌ای از آن را که در صندوق خاصی نگهداری می‌شد، یافتند و به عنوان غنیمتی فوق‌العاده گران‌بها به تیسفون فرستادند. این صلیب به عنوان نماد پیروزی ساسانیان بر مسیحیان مورد استفاده قرار گرفت. پس از آن مودستوس، پاتریارک ارتدوکس یونانی از سوی ساسانیان به عنوان حاکم شهر تعیین شد.
پارسیان در سال ۶۱۷ سیاست خود را تغییر دادند و این بار با مسیحیان بر ضد یهودیان متحد شدند. این تغییر رویکرد، احتمالاً به دلیل فشارهایی صورت گرفت که مسیحیان ساسانی میان‌رودانی بر ساسانیان وارد می‌کردند. بر اثر این تغییر موضع، بار دیگر از مهاجرت یهودیان به اورشلیم جلوگیری به عمل آمد و اقامت و اسکان آنها محدود شد. با این وجود به نظر نمی‌رسد که آنان، چنان‌که سبئوس نوشته‌است، به طرز خشونت‌باری از اورشلیم اخراج شده باشند. تا جایی که دانسته‌است، یک کنیسهٔ کوچک آنان در این زمان در اورشلیم تخریب شده و مالیات‌های سنگینی بر آنان وضع گردیده‌است. در مقابل، شرایط مسیحیان بهبود پیدا کرد و به وضع سابق بازگشت.

## پس از جنگ
در سال ۶۲۸ پس از خلع و قتل خسرو، پسرش قباد با هراکلیوس صلح کرد و متعهد شد که ایالت فلسطین اولیٰ و صلیب راستین را به بیزانسی‌ها بازگردانَد، اما از آنجا که دورهٔ حکومت او کوتاه بود، صلیب و ایالت مزبور همچنان در دست ساسانیان باقی ماند؛ تا اینکه شهربراز آنها را به بیزانس بازگرداند. در این باره که اورشلیم تا چه تاریخی در دست ساسانیان بوده، بحث بسیار است، اما به نظر می‌رسد که شهربراز و پسرش نیکتاس که هر دو مسیحی شده بودند، کنترل شهر را حداقل تا اواخر تابستان یا اوایل پاییز سال ۶۲۹ م. در اختیار داشته بوده باشند. به روایتی، هراکلیوس در ۲۱ مارس سال ۶۳۰، در حالی که صلیب راستین را همراه خود داشت، به اورشلیم حمله کرد و پیروزمندانه شهر را پس گرفت. یهودیان به سبب کمکی که به ایرانیان در زمان تصرف اورشلیم کرده بودند، از شهر اخراج شدند و اجازه نیافتند که از فاصلهٔ سه مایلی به آن نزدیک شوند. هراکلیوس، تا جایی که برایش مقدور بود، در تعقیب و آزار و نابودی یهودیان کوشید و آن عده یهودی هم که در شهر مانده بودند، کشته شدند.

## ارزیابی محاصره اورشلیم
تصرف اورشلیم، شهر مقدس یهودیان و مسیحیان، و به غنیمت بردن صلیب راستین که مقدس‌ترین و گرامی‌ترین شیء در جهان مسیحیت به‌شمار می‌رفت، اهمیت ویژه‌ای داشت. انتقال این صلیب به ایرانشهر، که در آن زمان به‌طور رسمی تحت تسلط روحانیون زرتشتی و آموزه‌های دینی سختگیرانهٔ آنان بود، اثر عجیبی در دنیای باستان گذاشت و موجب اندوه و سرخوردگی و یأس بی‌پایان مؤمنین مسیحی شد.

## در متون مختلف

### روایت سبوئس
اسقف ارمنی سبوئس در مورد محاصره اورشلیم نوشته‌است. او نوشته‌است که در ابتدا ساکنین اورشلیم در برابر ارتش ساسانی مقاومت نکردند ولیکن بعد از چند ماه مسیحیان در اورشلیم شورش کردند. چندین روز مختلف در مورد زمان محاصره نوشته شده‌است. سبوئس نوشته‌است که در زمان شورش بسیاری از یهودیان کشته شدند. یهودیان باقی مانده به سمت فرمانده ساسانی فرار کردند. چندین نام مختلف برای این فرمانده استفاده شده‌است که بعضی از آن‌ها خرم، ارازمویزان و خورهام هستند ولیکن تصور می‌شود همه این نامها به شهربراز گفته می‌شوند که در متون ارمنی خرم نام دارد. بعد از فروافتادن شهر ۱۷۰۰۰ مسیحی کشته شدند. در سه روز بعدی ایرانیان ساکنین شهر را کشتند.

### روایت آنتیوکوس
آنتیوکوس استراتگوس یک کشیش مسیحی یونانی بود که در فلسطین زندگی می‌کرد. او هم چندین روز مختلف را در مورد شروع محاصره ذکر کرده‌است. بر اساس نوشته او وقتی ایرانیان وارد شهر شدند دزدی و بی‌احترامی بیسابقه‌ای رخ داد. او ادامه می‌دهد «کلیسا بعد از کلیسا آتش کشیده شد و تمامی مقدسات مسیحیان آسیب دید یا نابود شد». او ادامه می‌دهد که اسیران مسیحی در برابر مخزن مامیلا جمع گردانده شدند و یهودیان به آن‌ها گفتند که یهودی شوید و مسیح را رد کنید. اسیران مسیحی این پیشنهاد را رد کردند و یهودیان که خشمگین شده بودند آنان را از ایرانیان خریدند و همان‌جا کشتند. آنتیوکوس می‌نویسد:
بعضی نسخ نوشته آنتیوکوس تعداد کشته شدگان را به رقم بالای ۶۶۵۰۹ نفر تخمین می‌زند. بقیه نسخ حدوداً نصف این عدد را ذکر می‌کنند. بیشترین رقم برای کشته شدگان مامیلا ۲۴۵۱۸ نفر ذکر شده‌است. نوشته آنتیوکوس به زبان یونانی بود ولیکن امروزه تنها ترجمه عربی و گرجی آن در دست است.

### روایت دیونسیس
دیونسیس هم نوشتاری در مورد این محاصره دارد. او رقم کشته شدگان را ۹۰۰۰۰ نفر ذکر می‌کند.

### سفر زروبابل
سفر زروبابل یک نوشته یهودی از قرون وسطی است که با سبک تورات نوشته شده‌است و از زبان زروبابل است. معمولاً فرض می‌شود که این کتاب در قرن ۷ نوشته شده‌است. بر اساس این کتاب وقتی نهمیا بن هوشیل کنترل اورشلیم را در دست می‌گیرد به دنبال نژاد اسراییل و هارون می‌گردد تا بتواند کاهنان معبد را بازگرداند. او در سال پنجم و در ماه آو کشته می‌شود. سفر زروبابل می‌گوید که قباد دوم به نهمیا بن هوشیل و اسراییل خیانت می‌کند.

### در قرآن
داستان شکست خوردن مسیحیان و فروافتادن اورشلیم به دست ایرانیان در سوره سی قرآن سوره روم نیز آمده‌است. شکست خوردن مسیحیان به دست ایرانیان که خدایی غیر از خدای ابراهیم داشتند توسط اعراب به عنوان طعنه به محمد گفته می‌شد. در آیات ابتدایی این سوره خداوند پیش‌بینی می‌کند که رومیان به زودی دوباره بر ایرانیان و یهودیان چیره می‌شوند.

### روایات دیگر
محمد بن جریر طبری نیز در نوشته‌های خود ذکر می‌کند که ایرانیان در جستجوی صلیب حقیقی روحانیون مسیحی را شکنجه کردند.